# Satu Nou (Lipănești), Prahova
Satu Nou este un sat în comuna Lipănești din județul Prahova, Muntenia, România.